# 马瑾 (构造物理与构造地质学家)
马瑾（1934年11月27日—2018年8月12日），女，江苏如皋人，中国构造物理与构造地质学家，国家地震局地质研究所研究员，中国科学院院士。

## 生平
1956年毕业于北京地质学院。1962年获苏联科学院大地物理研究所副博士学位。1997年当选为中国科学院院士。